# 중앙유럽 일광 절약 시간대
| 하늘 | 서유럽 표준시 그리니치 평균시 (UTC±00:00)                                 |
| 파랑 | 서유럽 표준시 그리니치 평균시 (UTC±00:00) 서유럽 일광 절약 시간대 (UTC+1) |
| 분홍 | 서아프리카 표준시 (UTC+1)                                                 |
| 빨강 | 중앙유럽 표준시 (UTC+1) 중앙유럽 일광 절약 시간대 (UTC+2)                 |
| 노랑 | 동유럽 표준시 (UTC+2)                                                     |
| 금색 | 동유럽 표준시 (UTC+2) 동유럽 일광 절약 시간대 (UTC+3)                     |
| 옥색 | 극동유럽 표준시 (UTC+3)                                                   |

중앙유럽 서머타임(영어: Central European Summer Time, CEST)은 중앙유럽 표준시의 서머타임이다.
세계 협정시 (UTC)보다 1시간 빠른 표준시보다 1시간 더 진행시켜 2시간 빠르다.
3월 마지막 일요일 오전 2시 (= 서머 타임 오전 3시)부터 10월 마지막 일요일 서머 타임 오전 3시 (= 표준시 오전 2시)까지 적용된다.

## 이용 국가
다음의 국가 및 영토가 중앙유럽 일광 절약 시간대를 사용한다:
- 알바니아, 1974년 이후로 지금까지
- 안도라, 1985년 이후로 지금까지
- 오스트리아, 1980년 이후로 지금까지
- 벨기에, 1980년 이후로 지금까지
- 보스니아 헤르체고비나, 1983년 이후로 지금까지
- 크로아티아, 1983년 이후로 지금까지
- 체코, 1979년 이후로 지금까지
- 덴마크 (대도시권), 1980년 이후로 지금까지
- 프랑스 (대도시권), 1976년 이후로 지금까지
- 독일, 1980년 이후로 지금까지
- 지브롤터, 1982년 이후로 지금까지
- 헝가리, 1980년 이후로 지금까지
- 이탈리아, 1968년 이후로 지금까지
- 코소보, 1983년 이후로 지금까지
- 리히텐슈타인, 1981년 이후로 지금까지
- 룩셈부르크, 1981년 이후로 지금까지
- 몰타, 1974년 이후로 지금까지
- 모나코, 1976년 이후로 지금까지
- 몬테네그로, 1983년 이후로 지금까지
- 네덜란드, 1977년 이후로 지금까지
- 북마케도니아, 1983년 이후로 지금까지
- 노르웨이, 1980년 이후로 지금까지
- 폴란드, 1977년 이후로 지금까지
- 산마리노, 1966년 이후로 지금까지
- 세르비아, 1983년 이후로 지금까지
- 슬로바키아, 1979년 이후로 지금까지
- 슬로베니아, 1983년 이후로 지금까지
- 스페인, 1974년 이후로 지금까지 (서유럽 일광 절약 시간대를 적용하는 카나리아 제도 제외)
- 스웨덴, 1980년 이후로 지금까지
- 스위스, 1981년 이후로 지금까지
- 바티칸 시국, 1966년 이후로 지금까지

다음 국가는 과거에 중앙유럽 일광 절약 시간대를 사용한 적이 있다:
- 리비아, 1951–1959, 1982–1989, 1996–1997, 2012–2013
- 리투아니아, 1998–1999
- 포르투갈, 1993–1995
- 튀니지, 2005–2008

## 같이 보기
- 시간대